# Linia kolejowa nr 248 Kornatowo – Chełmno
Linia kolejowa nr 248 -  nieczynna jednotorowa, niezelektryfikowana linia kolejowa w powiecie chełmińskim, w województwie kujawsko – pomorskim.
Pierwotnie linia kończyła się na stacji Chełmno a zaczynała się na stacji Kornatowo.

## Historia
Kalendarium linii kolejowej:
- 1993-08-15 - otwarto odcinek Chełmno - Kornatowo
- 1991 - zawieszono połączenia pasażerskie
- 1993-04-07 - zawieszono połączenia towarowe
- 2000 - rozebrano odcinek Chełmno - Kornatowo

## Galeria

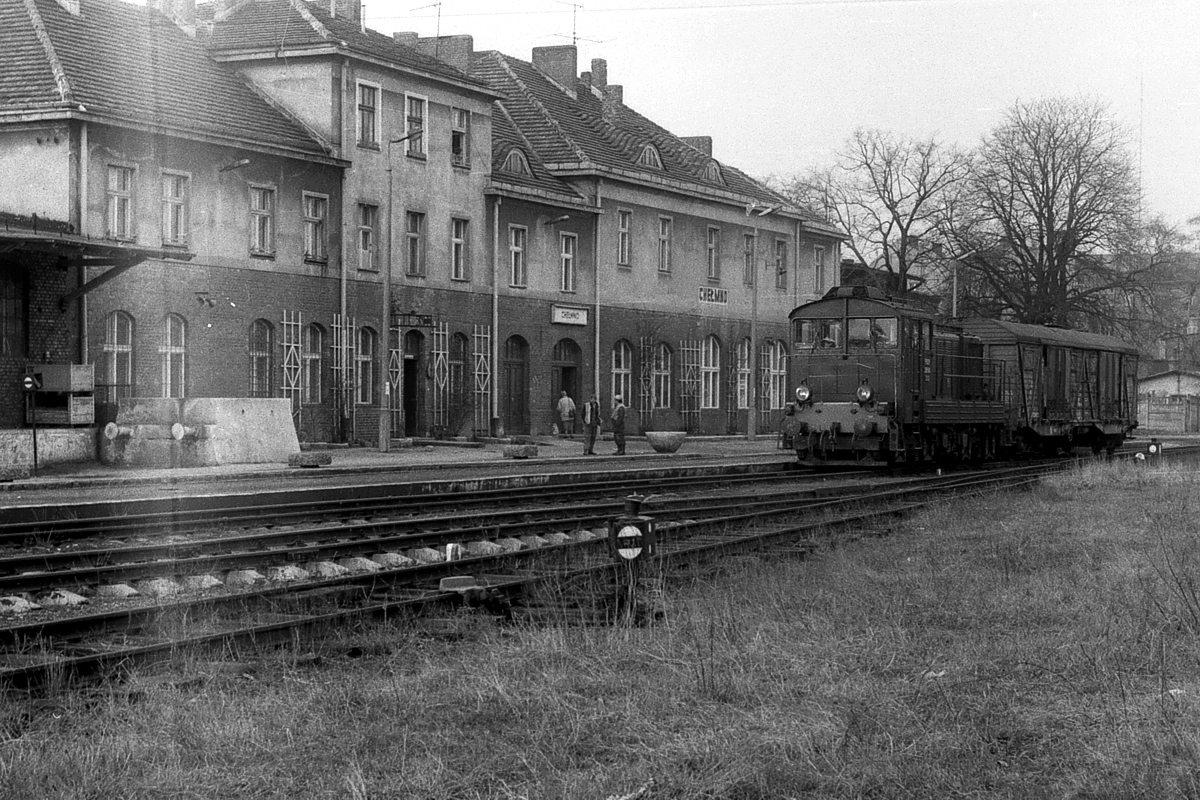
Pociąg czekający na sygnał S2 na stacji Chełmno
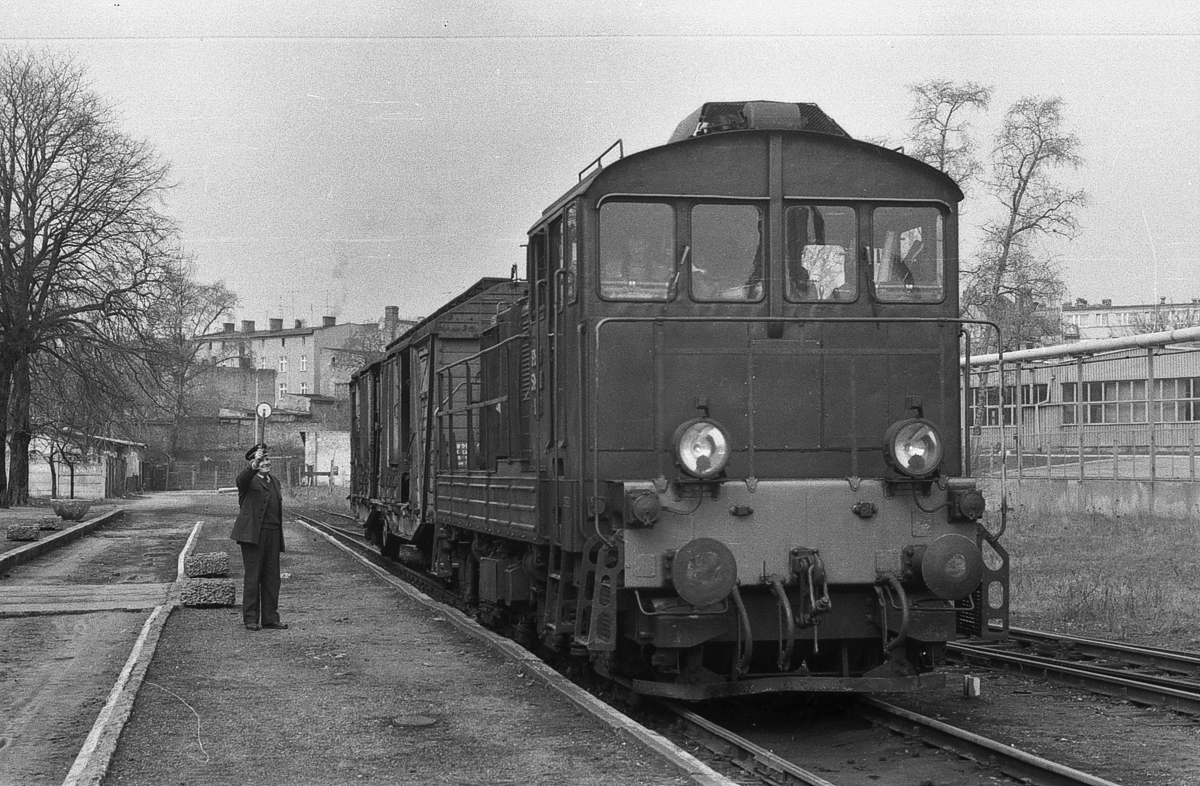
Ostatni pociąg wyruszający ze Stacji Chełmno
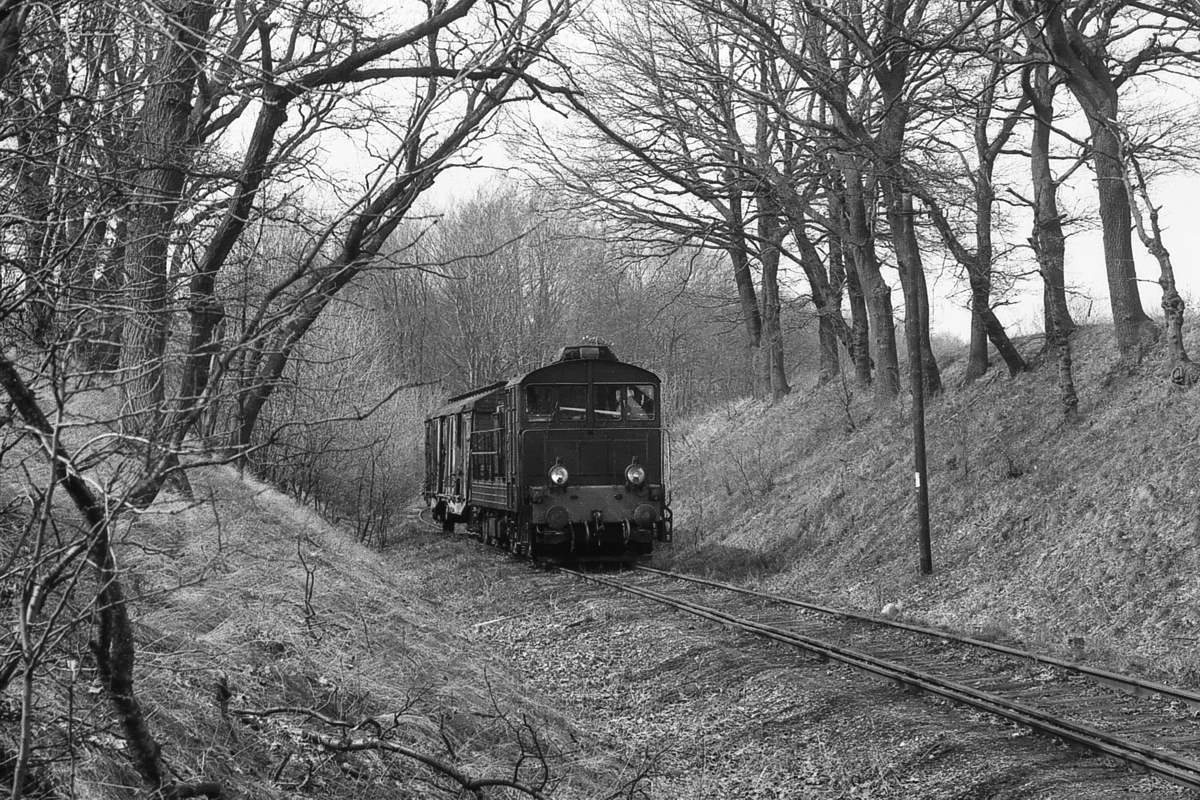
Ostatni pociąg z Chełmna
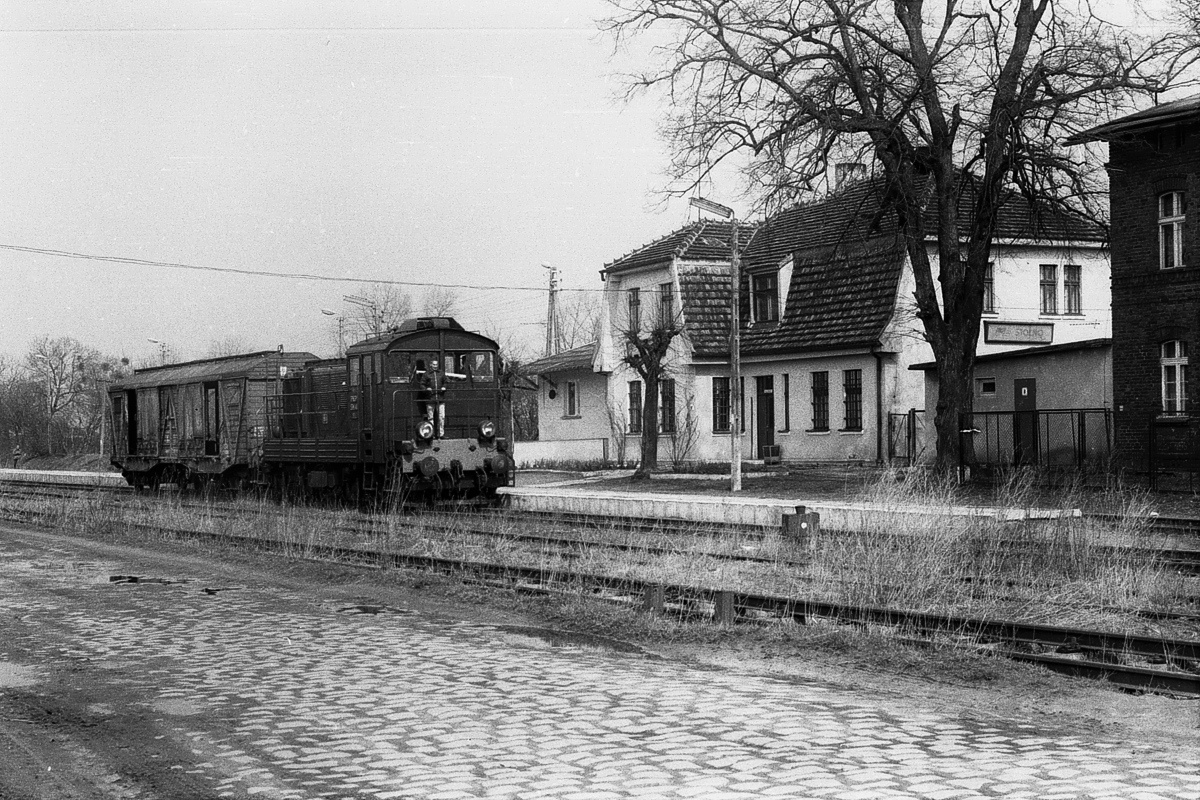
Ostatni pociąg (SM41) ze Stolna
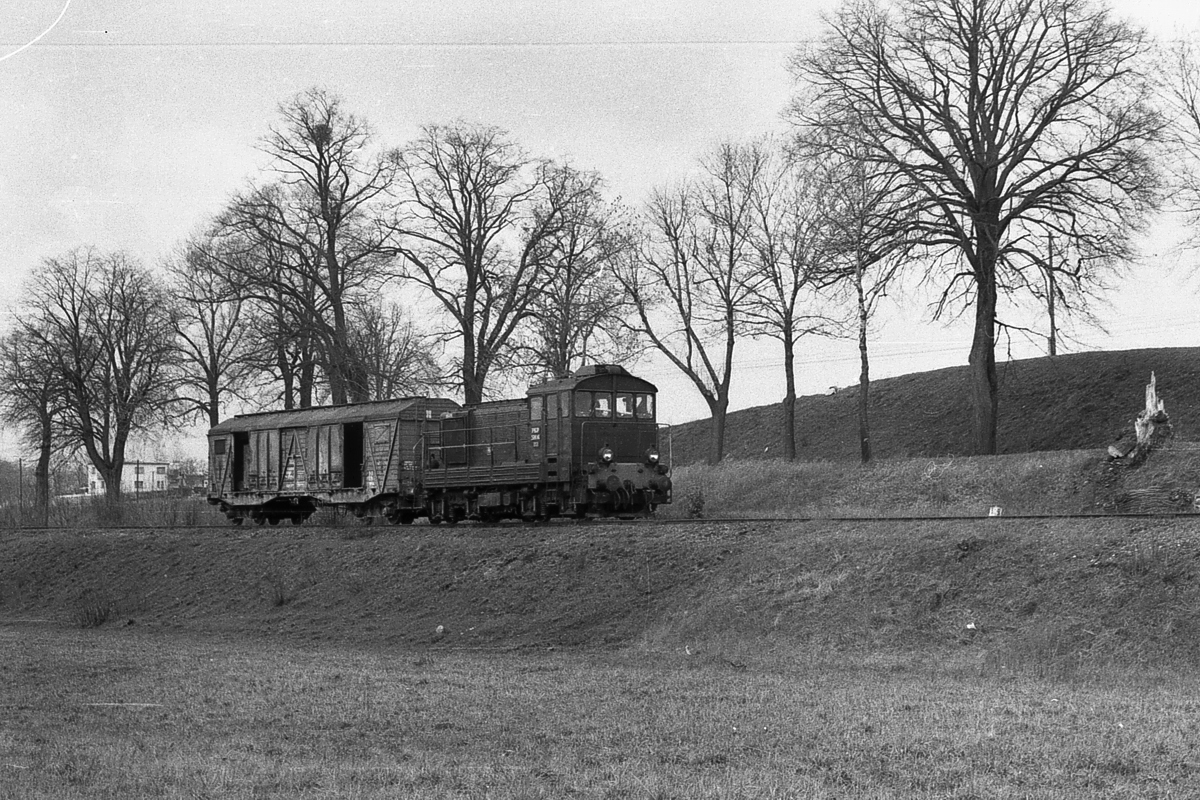
Ostatni pociąg na Linii 248 pod Cepnem